# Toirano
Toirano ( Tuiran o Tuian in ligure) è un comune italiano di 2 723 abitanti della provincia di Savona in Liguria.

## Geografia fisica
Il territorio di Toirano è situato nella valle omonima, sulla destra del torrente Varatella e alla confluenza di quest'ultimo con il Barescione. È dominato dal monte San Pietro dei Monti (891 m), incisa lateralmente dalla valle del torrente Vero, ove si aprono quasi un'ottantina di cavità ampie e minori e tra queste le celebri grotte della Basura (bàsura nel dialetto locale "strega") e del Colombo.

## Storia

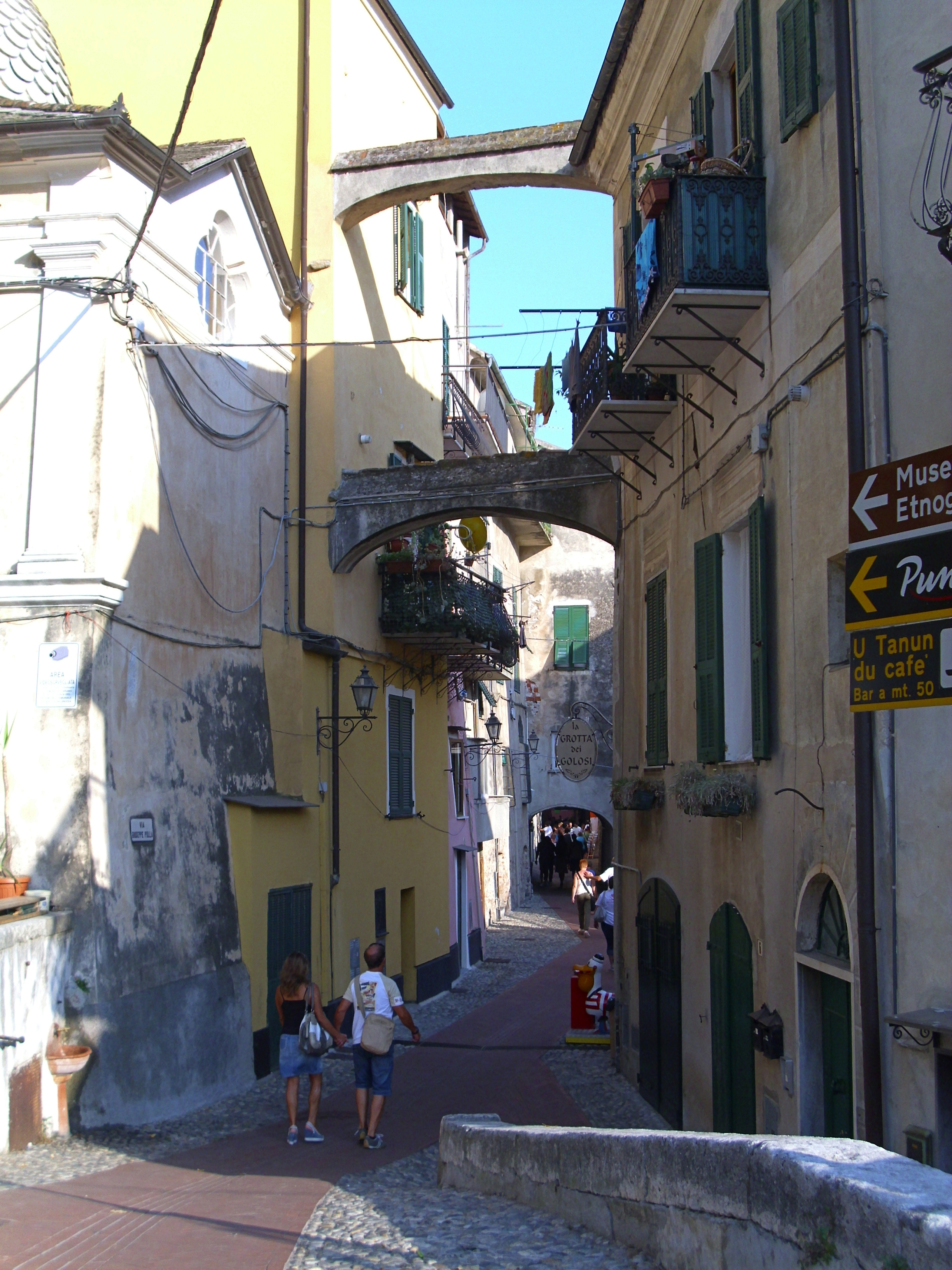
Scorcio del centro storico toiranese

La valle ospitava probabilmente un insediamento già in epoca romana: lo testimonierebbero i ritrovamenti di tracce murarie nella località di Poggi datate al I secolo e alcune tombe a incinerazione nella località di Crociata. Successivamente, fece parte del limes dei Bizantini a difesa dai Longobardi. Secondo alcuni studiosi alla confluenza del torrente Barescione con il Varatella era stato posto un presidio bizantino denominato "Castron Baractelìa" citato dal cronista bizantino Giorgio Ciprio nel VII secolo . La zona più antica del Borgo di Toirano si chiama "Turaccu" (italianizzato in "Toracco"), che in latino medievale significa "piede di torre".
Nel Medioevo parte degli abitanti appartennero ai vescovi di Albenga; altri si costituirono in Comune, che si diede statuti propri tra il XII e il XIII secolo. In seguito fu conteso tra la Repubblica di Genova e il Marchesato di Finale, finché nel 1385 fu assegnato definitivamente ai Genovesi da papa Urbano VI, seguendone le sorti sotto la giurisdizione della podesteria della Pietra.
Con la dominazione francese il territorio di Toirano rientrò dal 2 dicembre 1797 nel Dipartimento della Maremola, con capoluogo Pietra, all'interno della Repubblica Ligure. Dal 28 aprile del 1798 fece parte del II cantone, come capoluogo, della Giurisdizione delle Arene Candide e dal 1803 centro principale del VI cantone della Maremola nella Giurisdizione di Colombo. Annesso al Primo Impero francese, il territorio di Toirano dal 13 giugno 1805 al 1814 fu inserito nel Dipartimento di Montenotte.

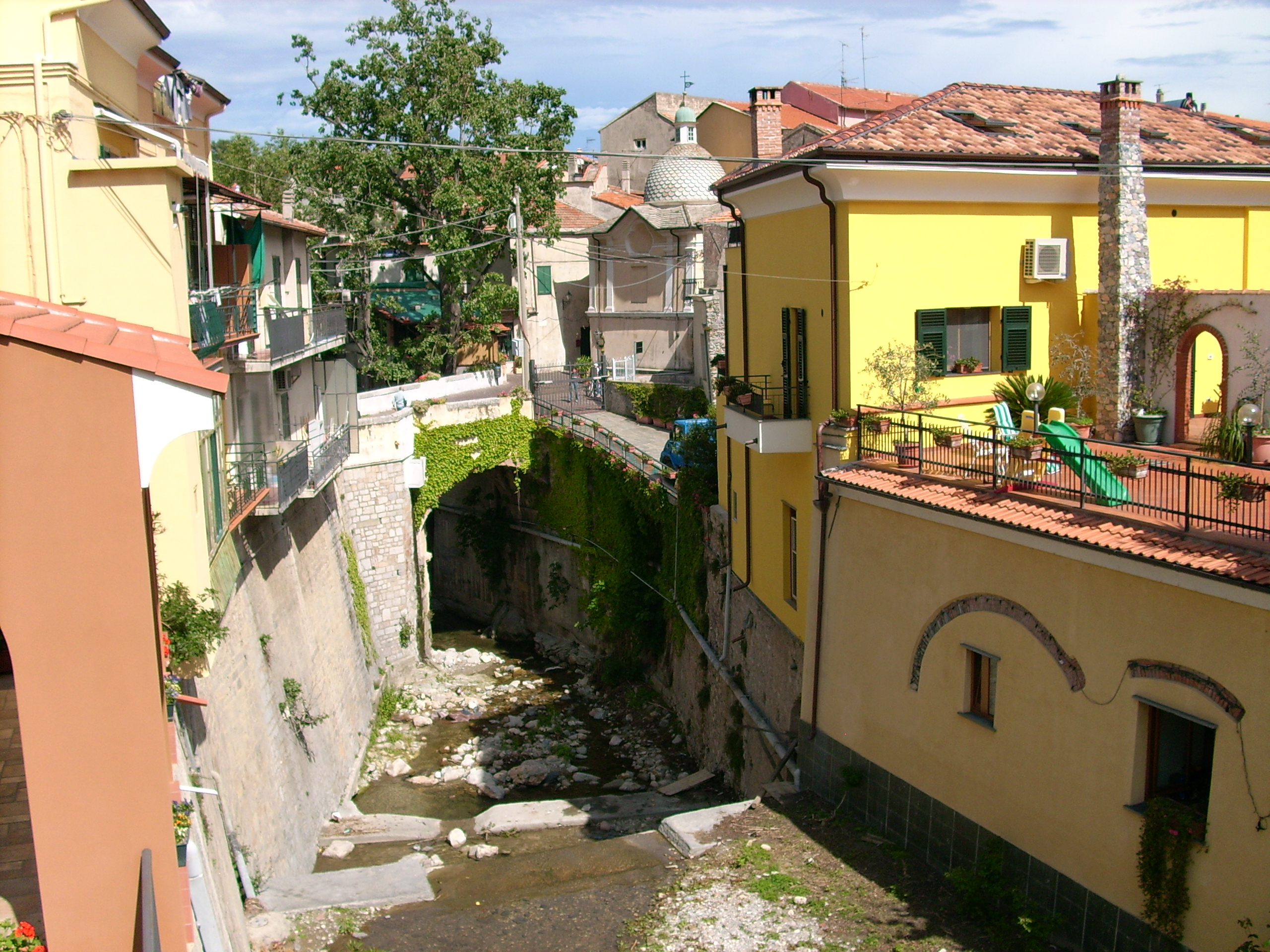
Il torrente Barescione

Nel 1815 fu inglobato nella provincia di Albenga del Regno di Sardegna, così come stabilì il Congresso di Vienna del 1814, e successivamente nel Regno d'Italia dal 1861. Dal 1859 al 1927 il territorio fu compreso nel VII mandamento di Loano del circondario di Albenga facente parte della provincia di Genova; nel 1927 con la soppressione del circondario ingauno passò, per pochi mesi, nel circondario di Savona e, infine, sotto la neo costituita provincia di Savona.
Subisce gli ultimi aggiustamenti al territorio comunale nel 1905 con l'aggregazione della frazione di Carpe dal comune di Balestrino e ancora nel 1929 quando fu unito al territorio il soppresso comune di Boissano. Quest'ultimo fu ripristinato (e quindi distaccato da Toirano) nel 1946.
Il 12 agosto 1944 il paese subì un pesante bombardamento da parte delle forze aeree anglo-americane che distrussero buona parte delle contrade "Fascetta" e "Braida" causando 43 vittime civili e un soldato tedesco.
Dal 1973 al 31 dicembre 2008 ha fatto parte della Comunità montana Pollupice, e con le nuove disposizioni della Legge Regionale nº 24 del 4 luglio 2008, fino al 2011 della Comunità montana Ponente Savonese. Dal 2014 al 2016 ha fatto parte dell'Unione dei comuni della Riviera delle Palme e degli ulivi.

### Simboli
Stemma
Gonfalone

Lo stemma e il gonfalone sono stati concessi con decreto del presidente della Repubblica del 1º agosto 1995.

## Monumenti e luoghi d'interesse

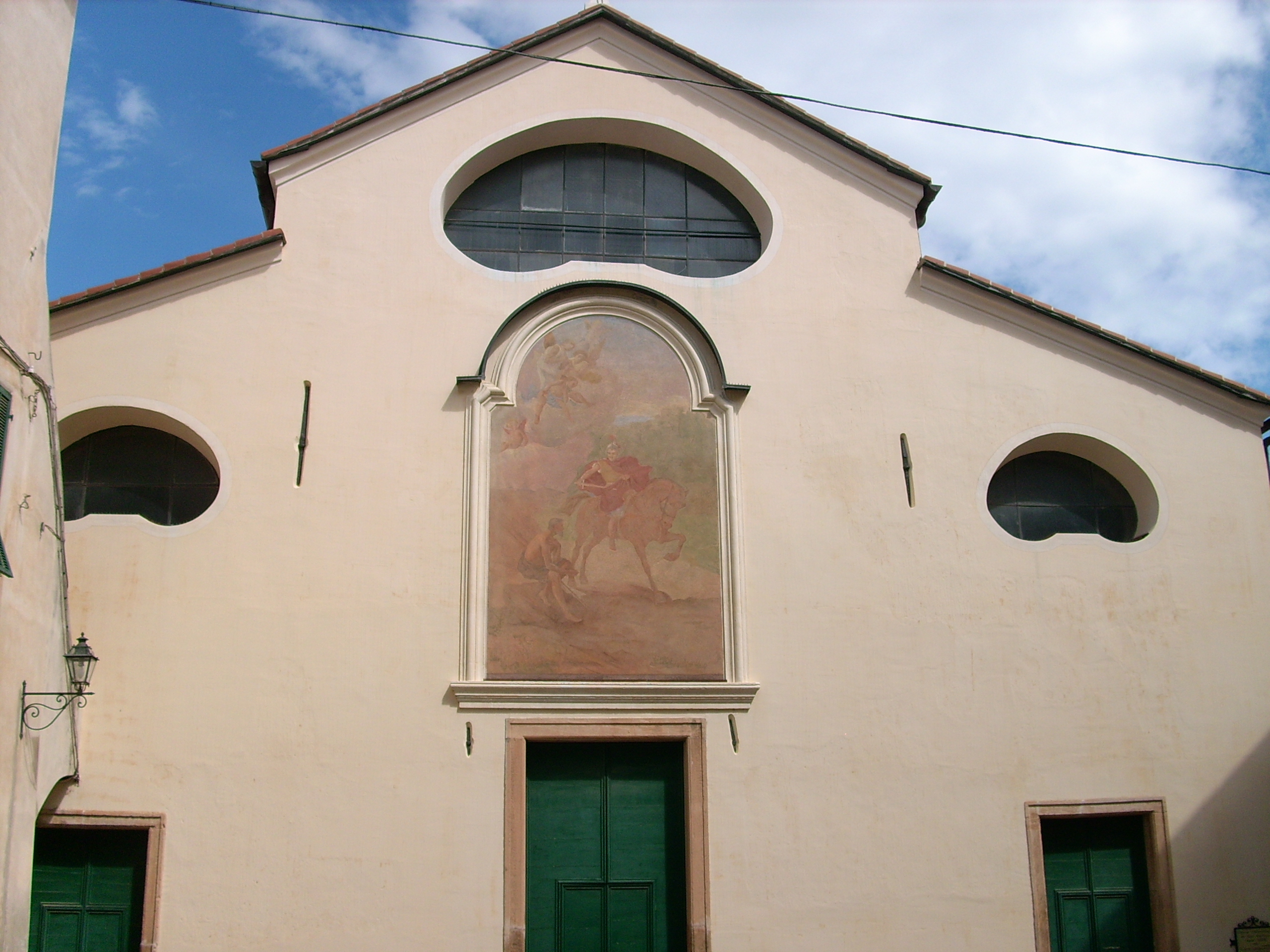
La chiesa parrocchiale di San Martino di Tours nel centro storico di Toirano

Ancora oggi conservato è il caratteristico borgo medievale, del quale restano le basi di alcune torri ed il ponte a tre arcate detto delle "Giaire", oltre ad alcuni tratti dell'antica cinta muraria visibili nella contrada "Toracco".

### Architetture religiose
- Chiesa parrocchiale di San Martino vescovo di Tours nel centro storico di Toirano. Consacrata nel 1609 dal vescovo d'Albenga Luca Fieschi, conserva la torre campanaria trecentesca, e alcune colonne della precedente pieve medioevale presenti nel porticato d'accesso all'attiguo oratorio dei Disciplinanti. L'interno, in stile barocco, conserva pregevoli altari e opere marmoree di cui si ricorda: l'altare della Pentecoste del 1613, la cappella di San Giuseppe in stile rococò, il pulpito eretto nel 1755 e la statua processionale di San Martino vescovo della bottega degli Olivari di Genova.
- Chiesa della Madonna del Rosario nella contrada Braida. Costruita sul luogo occupato da un precedente oratorio dei Disciplinanti, poi ceduto all'Ordine dei padri Domenicani i quali iniziarono nel 1481 l'edificazione del sito religioso; nel 1644 la chiesa prese le forme che tuttora è visibile. Contrastano con l'interno spoglio gli altari seicenteschi, la tela della Madonna col Bambino Gesù di Orazio De Ferrari, la statua processionale della Madonna del Rosario attribuita ad Anton Maria Maraliano risalente agli inizi del XVIII secolo e la statua di San Pietro in Gloria dello scultore genovese Giovanni Battista Drago.

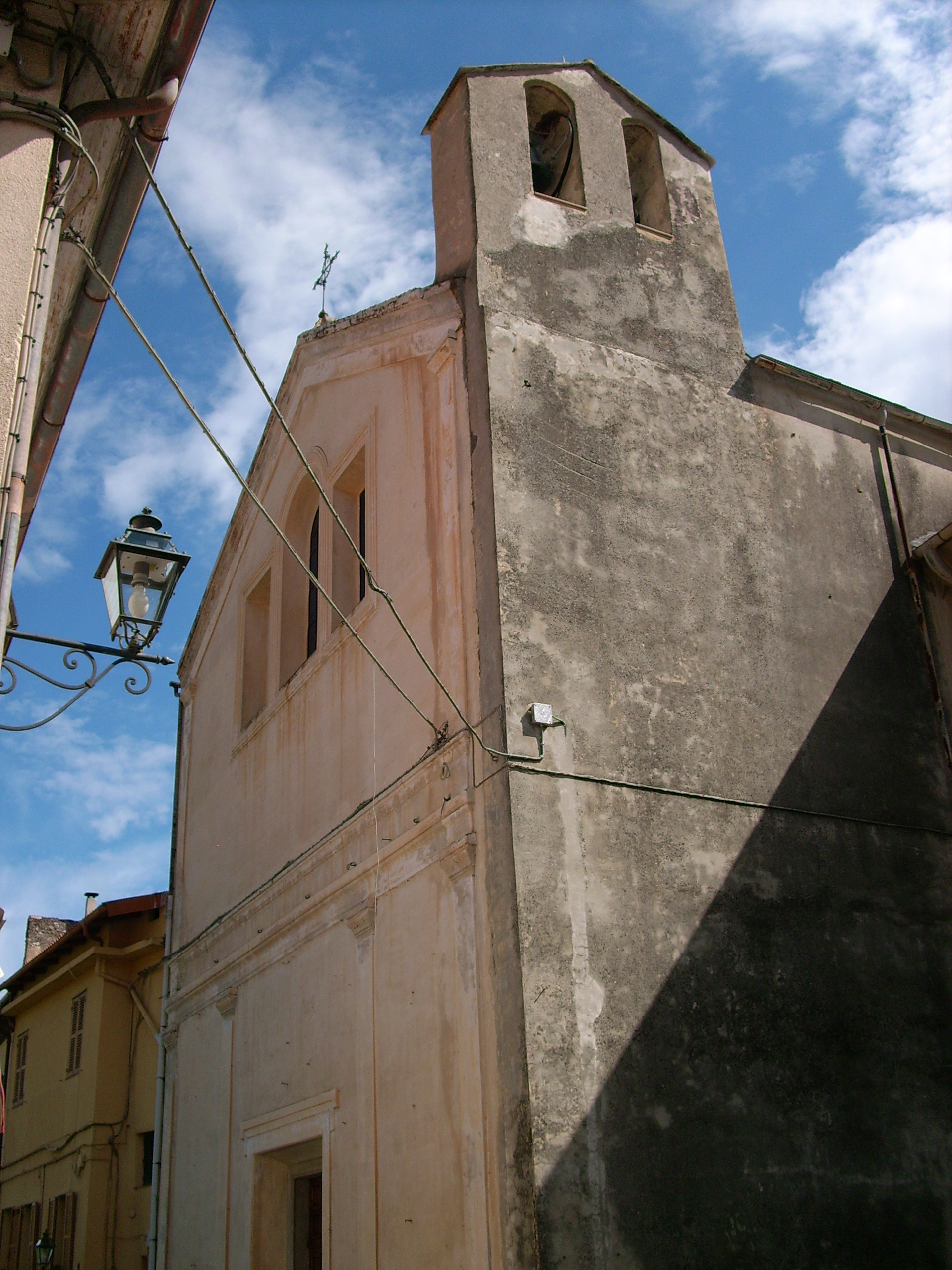
La chiesa della Madonna del Rosario nella contrada Braida

- Oratorio del Transito di San Giuseppe nel Borgo di Toirano. Eretto per volontà del capitano Giuseppe Polla nel 1716 nei pressi dell'antica porta medievale che chiudeva l'accesso settentrionale del Borgo. L'Opera Pia Polla fu gestita dai padri Scolopi sino al 1798 quando l'Ordine venne soppresso dalla neo Repubblica Ligure. La cappella, in stile barocco, è sormontata da una cupola rivestita di ardesia; all'interno sovrastante l'altare marmoreo si conserva un dipinto settecentesco raffigurante il Transito di san Giuseppe, opera di autore ignoto di scuola ligure.
- Ex monastero della certosa e chiesa di San Pietro in Vincoli, località Certosa, sul versante orografico sinistro del torrente Varatella. Il complesso fu eretto nel 1495 dai monaci certosini e definitivamente abbandonata e poi parzialmente demolita al principio del XIX secolo.
- Oratorio dei Santi Pietro e Rocco nella borgata di Barescione, costruito nel corso del XVII secolo e ampliato nella forma attuale al principio del XVIII secolo, conserva la statua processionale di San Rocco dello scultore genovese Gio Batta Garaventa.
- Abbazia di San Pietro in Varatella o di San Pietro al Monte. Eretto sulla sommità del monte omonimo dai monaci benedettini poi passato nel 1313 ai certosini. Attualmente rimane la chiesa a unica navata con archi romanici e alcuni ambienti attigui risalenti al XIV e XV secolo. Conserva al suo interno l'affresco quattrocentesco raffigurante San Pietro in abiti pontificali.
- Santuario rupestre di Santa Lucia. Ricavato nella prima porzione della grotta venne eretto fra il XV e il XVII secolo. Si conserva la statua in marmo della santa siracusana eseguita dallo scultore Taddeo Carlone[15] e il dipinto degli inizi del XIX secolo delle sante taumaturghe Agata e Apollonia dell'artista savonese Agostino Oxilia. Dal piazzale antistante ombreggiato da due maestosi cipressi si gode un magnifico panorama della valle di Toirano aperta verso il mare.
- Chiesa parrocchiale di San Bernardo nella frazione di Carpe. Già esistente nel XV secolo epoca in cui dipendeva dalla parrocchia di Sant'Andrea di Balestrino, ottenne il titolo parrocchiale nel 1609. L'interno ad unica navata, conserva nelle decorazioni intarsiate dell'altare maggiore, risalente alla fine del XVII secolo, gli stemmi dei marchesi Del Carretto feudatari del paese.

### Architetture civili

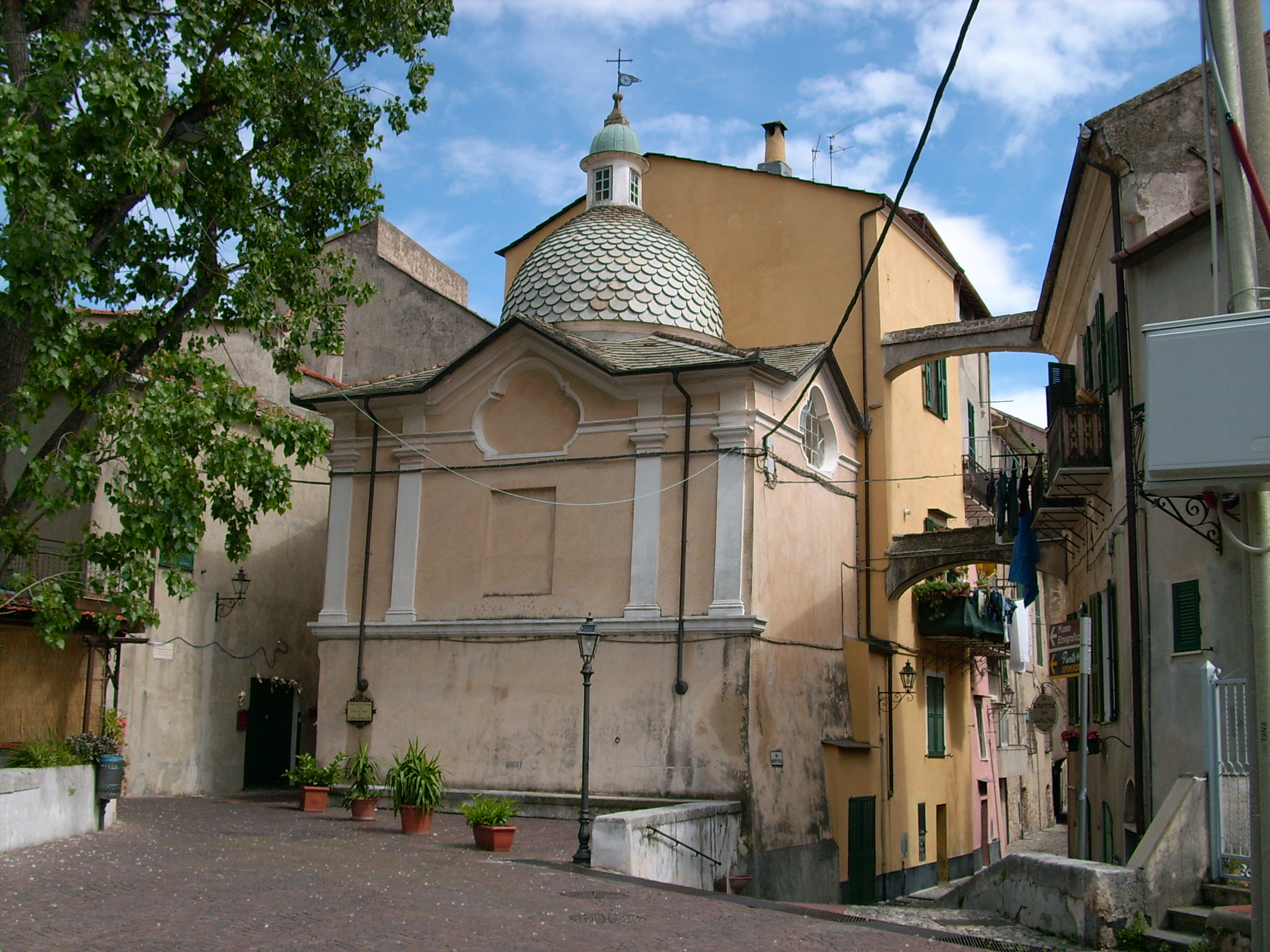
L'oratorio del Transito di San Giuseppe nel centro storico toiranese

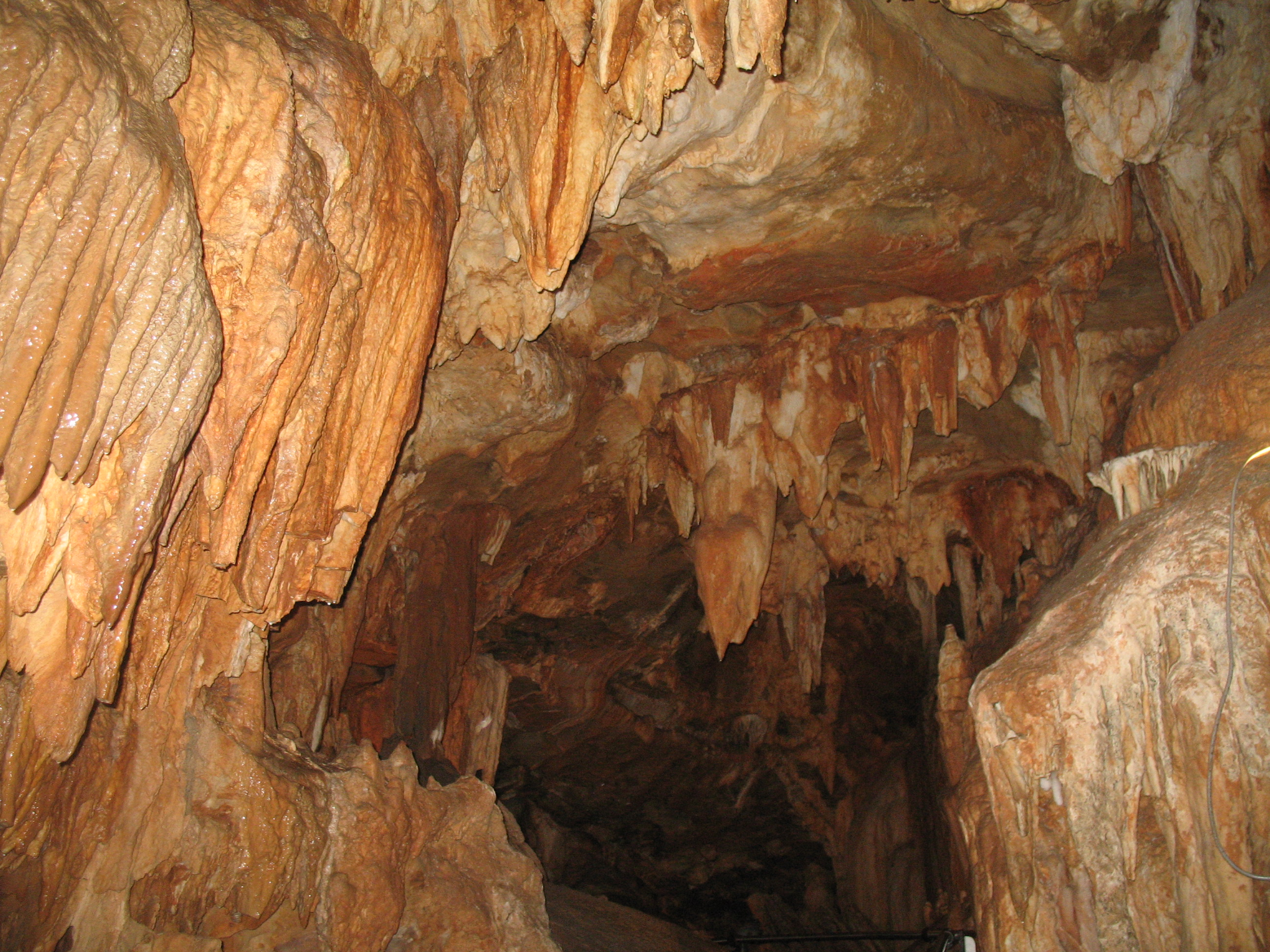
Scorcio delle grotte di Toirano

- Palazzo (Paraxo) dei vescovi di Albenga nel centro storico di Toirano. Residenza estiva dei rappresentanti del clero ingauno, è preceduto da una loggia databile al XV secolo e sostenuta da colonne. Si conserva un pregevole architrave di ardesia datato 1503 con i blasoni del vescovo Leonardo Marchese (1476-1513) e san Michele Arcangelo, patrono della diocesi di Albenga. Nel palazzo nacque Baccio Emanuele Maineri (1831 - Roma, 1899) scrittore del periodo risorgimentale.
- Palazzo D'Aste - Del Carretto, nel Borgo di Toirano (lato di via G. B. Parodi) con loggiato trecentesco e antico portale in pietra di Finale risalente al XVI secolo. Presso la piazza Libertà sulla facciata dell'imponente edificio si scorge lo stemma seicentesco dei conti D'Aste.
- Palazzo D'Aste - Del Carretto nel Borgo di Toirano (lato via G, Polla) si tratta dell'ala occidentale del palazzo aristocratico con elementi architettonici dei secoli XV, XVI e XVIII. Presso l'antica via detta "Fossi", si trova l'ingresso del museo etnografico della Val Varatella il cui allestimento, iniziato nel 1997, occupa gli ambienti delle antiche scuderie con l'adiacente corte - giardino, il "mezzanino" e una parte del settecentesco Piano Nobile, quest'ultimo arredato con mobili, dipinti, tessuti d'epoca, esposti in cinque sale di rappresentanza.
- Ponte delle Giaire (o delle Ghiaie) sul torrente Varatella, risalente al XIII secolo e a tre arcate a tutto sesto con pilastri in pietra squadrata, sormontato da un'edicola votiva riconducibile agli inizi del XIX secolo.

### Aree naturali
Tra i territori comunali di Toirano, Bardineto, Bormida, Boissano, Calizzano, Castelvecchio di Rocca Barbena, Giustenice, Loano, Magliolo, Osiglia, Pietra Ligure e Rialto è presente e preservato un sito di interesse comunitario, proposto dalla rete Natura 2000 della Liguria, per il suo particolare interesse naturale, faunistico e geologico. Il sito è collocato nell'area boschiva tra il monte Carmo di Loano e il monte Settepani in cui insistono foreste, praterie, versanti rupestri, cavità di interesse speleologico e formazioni carsiche; nella stessa area è presente la Foresta regionale della Borbottina. Oltre alle zone boschive comprensivi di faggi, pini silvestri e abeti bianchi, sono segnalate le presenze del rododendro, del ginepro nano del Bric dell'Agnellino, la campanula di Savona (Campanula sabatia), la genziana ligure (Gentiana ligustica), le orchidee, la primula marginata (Primula marginata), lo zafferano ligure (Crocus ligusticus) e l'arnica montana (Arnica montana). Tra le specie animali il pesce sanguinerola (Phoxinus phoxinus) e il gambero di fiume (Austropotamobius pallipes); tra i mammiferi il gatto selvatico (Felis silvestris) e alcuni rinolofi della specie dei chirotteri (Rhinolophus ferrumequinum, Rhinolophus euryale, Rhinolophus hipposideros).

## Società

### Evoluzione demografica

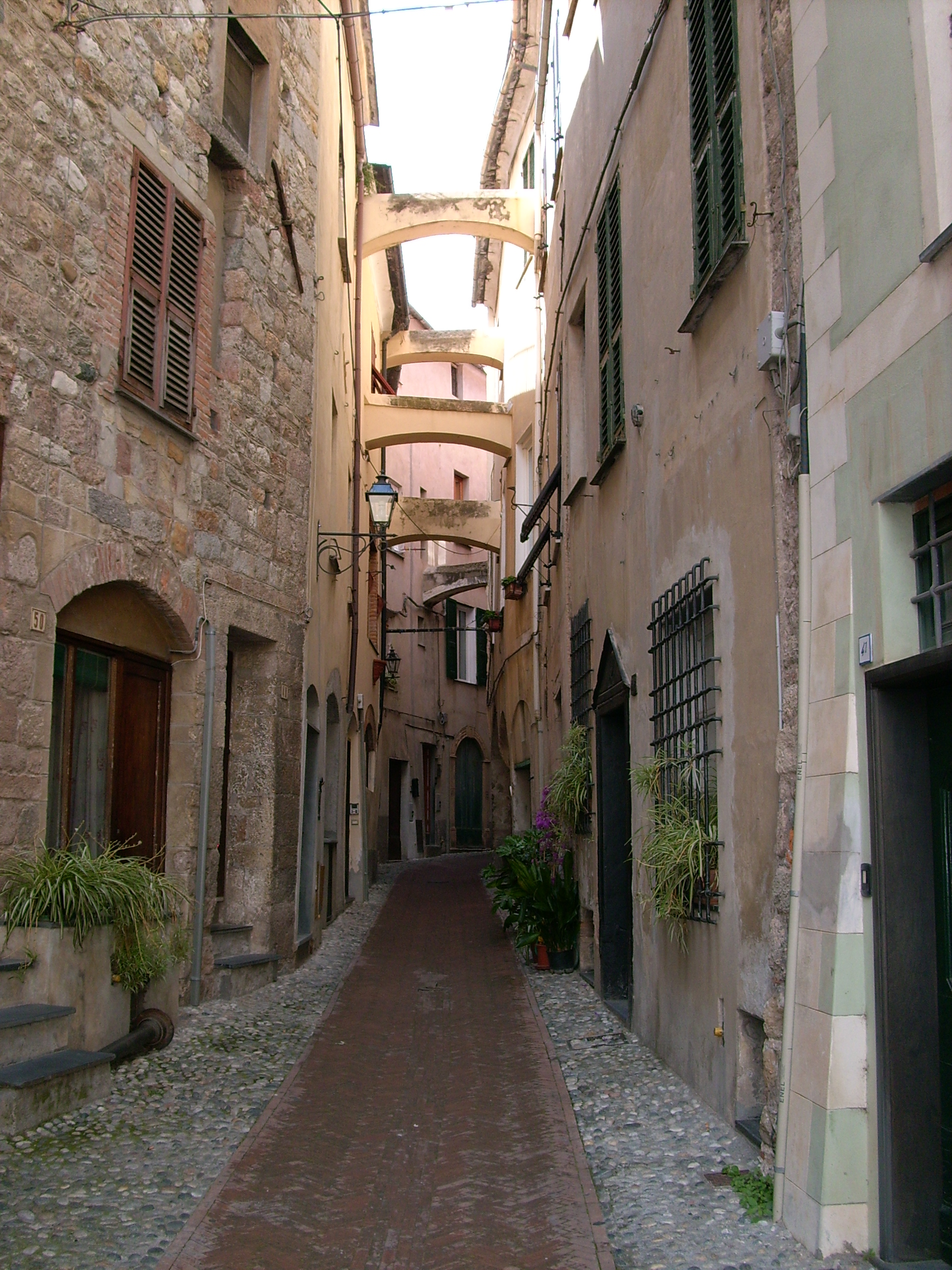
Una via del borgo toiranese

Abitanti censiti

### Etnie e minoranze straniere
Secondo i dati Istat al 31 dicembre 2020, i cittadini stranieri residenti a Toirano sono 92, così suddivisi per nazionalità, elencando per le presenze più significative:
1. Marocco, 26

## Cultura

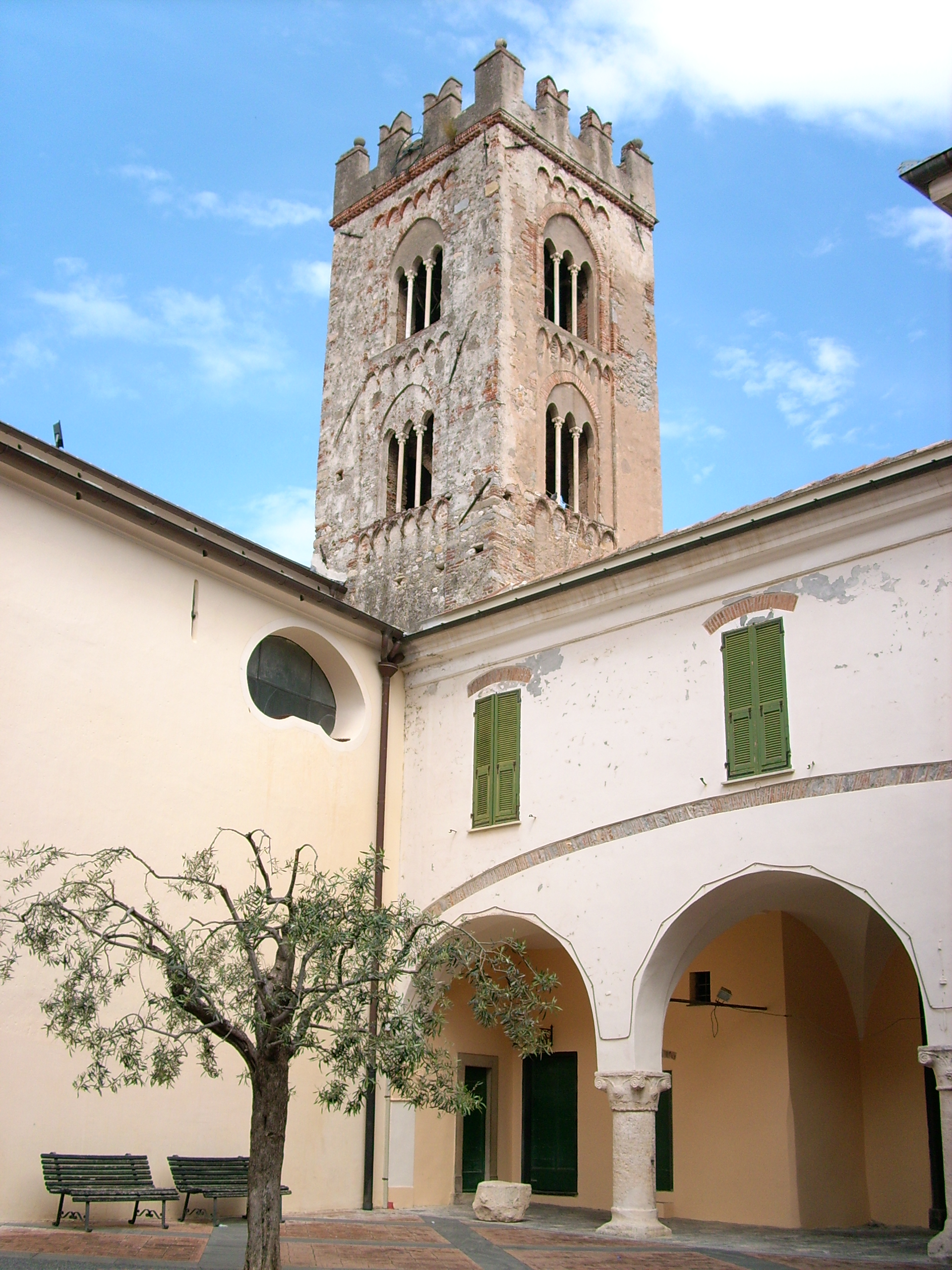
La torre campanaria della parrocchiale di San Martino

### Istruzione

#### Musei
Museo Etnografico della Val Varatella - Aperto dal 1997 presso lo storico Palazzo D'Aste Del Carretto, espone una ricca collezione di oggetti e materiali donati dalla popolazione locale, suddivisi in diciotto sezioni, riguardanti le attività agricole, in particolare l'olivicultura, artigianali, aspetti della vita domestica, costume e devozione popolare. Dal 2008 sono aperte al pubblico cinque sale di rappresentanza del palazzo D'Aste - Del Carretto dove sono visibili arredi dei secoli XVII, XVIII e XIX.

## Geografia antropica

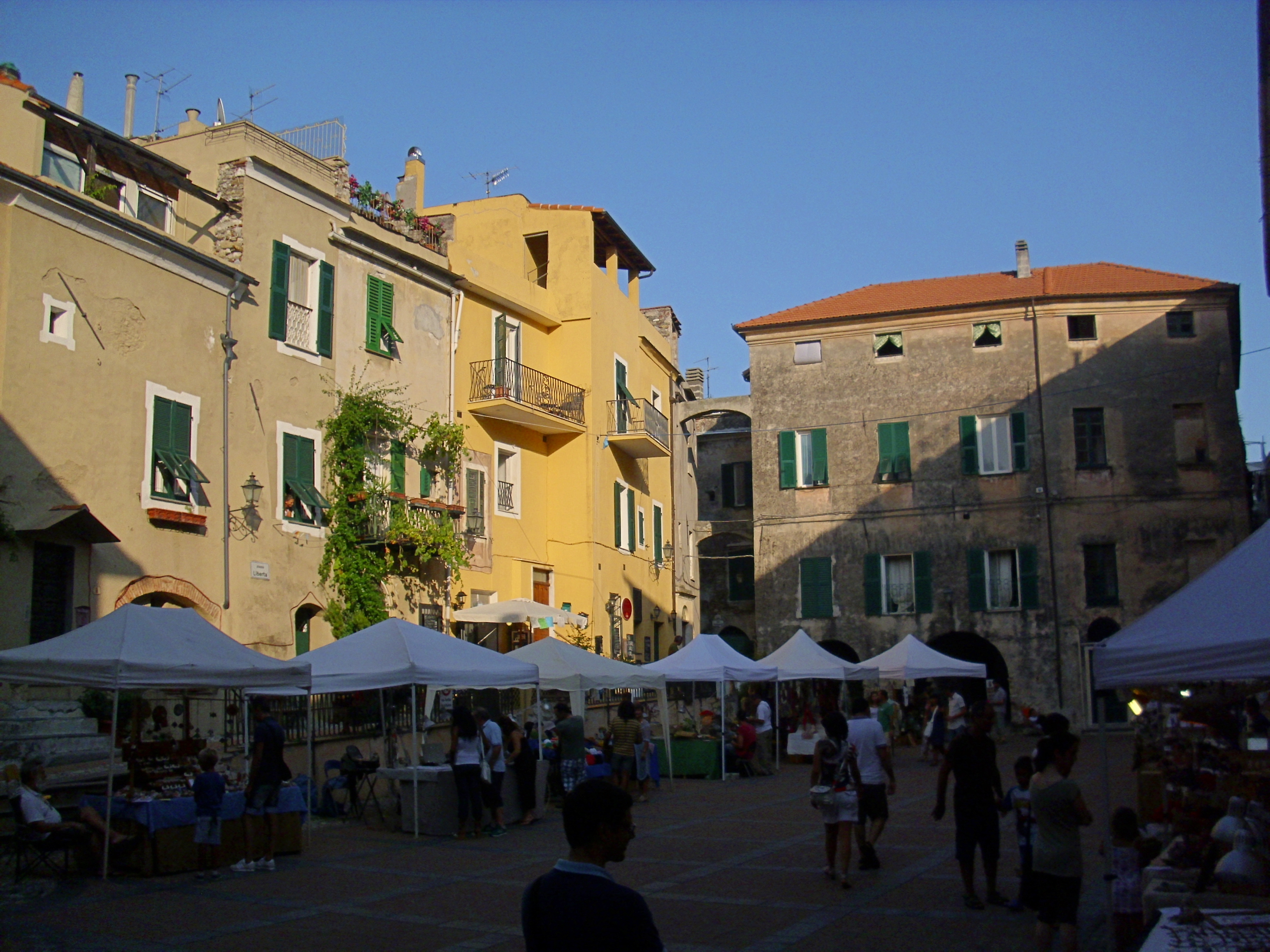
Bancarelle durante la sagra dei Gumbi del 2012

Il territorio comunale è costituito, oltre il capoluogo, dall'unica frazione di Carpe per una superficie territoriale di 18,97 km².
Confina a nord con il comune di Bardineto, a sud con Borghetto Santo Spirito e Ceriale, ad ovest con Castelvecchio di Rocca Barbena e Balestrino e ad est con Boissano.

## Economia
Le principali risorse economiche del comune sono la filiera legata all'edilizia e, in misura minore, le attività agricole e dell'estrazione da cava. Nelle colline circostanti sono presenti le coltivazioni dell'olivo, delle fronde verdi e delle piante aromatiche; in declino la vite e la frutticoltura. Nel territorio comunale è attiva una cava. Nonostante le grotte siano una forte fonte di reddito per il turismo locale, in paese è frequente il pendolarismo degli abitanti nelle città costiere della Riviera di Ponente (Loano, Albenga e Finale Ligure). Il comune è stato insignito, dal 2007, della Bandiera arancione dal Touring Club Italiano.

## Infrastrutture e trasporti

### Strade
Il territorio di Toirano è attraversato principalmente dalla strada provinciale 60 che permette il collegamento stradale con Borghetto Santo Spirito, a sud, e Bardineto verso nord. Ulteriori collegamenti viari del territorio comunale sono la provinciale 25 per Boissano e la provinciale 34 per Loano.

## Amministrazione

Il municipio

| Periodo        | Periodo        | Primo cittadino     | Partito                                | Carica  | Note |
| -------------- | -------------- | ------------------- | -------------------------------------- | ------- | ---- |
| 6 giugno 1985  | 15 giugno 1990 | Gino Parodi         | Democrazia Cristiana                   | Sindaco |      |
| 15 giugno 1990 | 24 aprile 1995 | Gino Parodi         | Democrazia Cristiana                   | Sindaco |      |
| 24 aprile 1995 | 14 giugno 1999 | Marco Bertolotto    | lista civica                           | Sindaco |      |
| 14 giugno 1999 | 14 giugno 2004 | Marco Bertolotto    | Partito Democratico della Sinistra     | Sindaco |      |
| 14 giugno 2004 | 8 giugno 2009  | Silvano Tabò        | lista civica                           | Sindaco |      |
| 8 giugno 2009  | 26 maggio 2014 | Silvano Tabò        | Viviamo Toirano (lista civica)         | Sindaco |      |
| 26 maggio 2014 | 27 maggio 2019 | Gianfranca Lionetti | Punto e a capo (lista civica)          | Sindaco |      |
| 27 maggio 2019 | 10 giugno 2024 | Giuseppe De Fezza   | Toirano Continua... (lista civica)     | Sindaco |      |
| 10 giugno 2024 | in carica      | Marco Bertolotto    | Toirano torna al Futuro (lista civica) | Sindaco |      |

## Sport
La principale società di riferimento è la Associazione Sportiva Dilettantistica Toirano. In ambito calcistico tra gli anni settanta e ottanta si affermò, nei campionati dilettantistici del savonese, la Boissano Toirano Calcio dai colori biancorossi, la quale si sciolse in seguito alle difficoltà di gestione. Al di là dei tentativi di ristabilire la realtà calcistica ad undici, è attiva ora la Associazione Sportiva Dilettantistica Toirano per il calcio a cinque. La A.S.D. Toirano inoltre è attiva nella pallavolo, ginnastica acrobatica, giocoleria e attività circensi, tennis e fitness.